# Jurijs Ševļakovs
Jurijs Ševļakovs (rusky Ю́рий Влади́мирович Шевляко́в; * 24. ledna 1959, Moskva, RSFSR, SSSR) je bývalý lotyšský fotbalový obránce ruského původu a pozdější trenér.
V letech 1992–1997 nastupoval za lotyšskou fotbalovou reprezentaci.

## Reprezentační kariéra
V A-mužstvu reprezentace Lotyšska debutoval 12. srpna 1992 v kvalifikačním utkání v Rize proti týmu Litvy (porážka 1:2).
V letech 1992–1997 odehrál celkem 44 reprezentačních zápasů a nastřílel 2 góly. Od roku 1993 vedl tým jako kapitán.

## Úspěchy

### Individuální
- 1× lotyšský Fotbalista roku: 1997[3]